# هاینتز پیگلز
 هاینتز پاگلز (انگلیسی: Heinz Pagels؛ زاده ۱۹ فوریهٔ ۱۹۳۹ – درگذشته ۲۳ ژوئیهٔ ۱۹۸۸) یک دانشمند اهل ایالات متحده آمریکا بود.